# زنارة
زنارة إحدى قرى مركز تلا التابع لمحافظة المنوفية بجمهورية مصر العربية، من أبنائها أبو العينين شحاتة لاعب كرة قدم سابق والمدير الفني بنادي الفيوم حاليًا.

## السكان

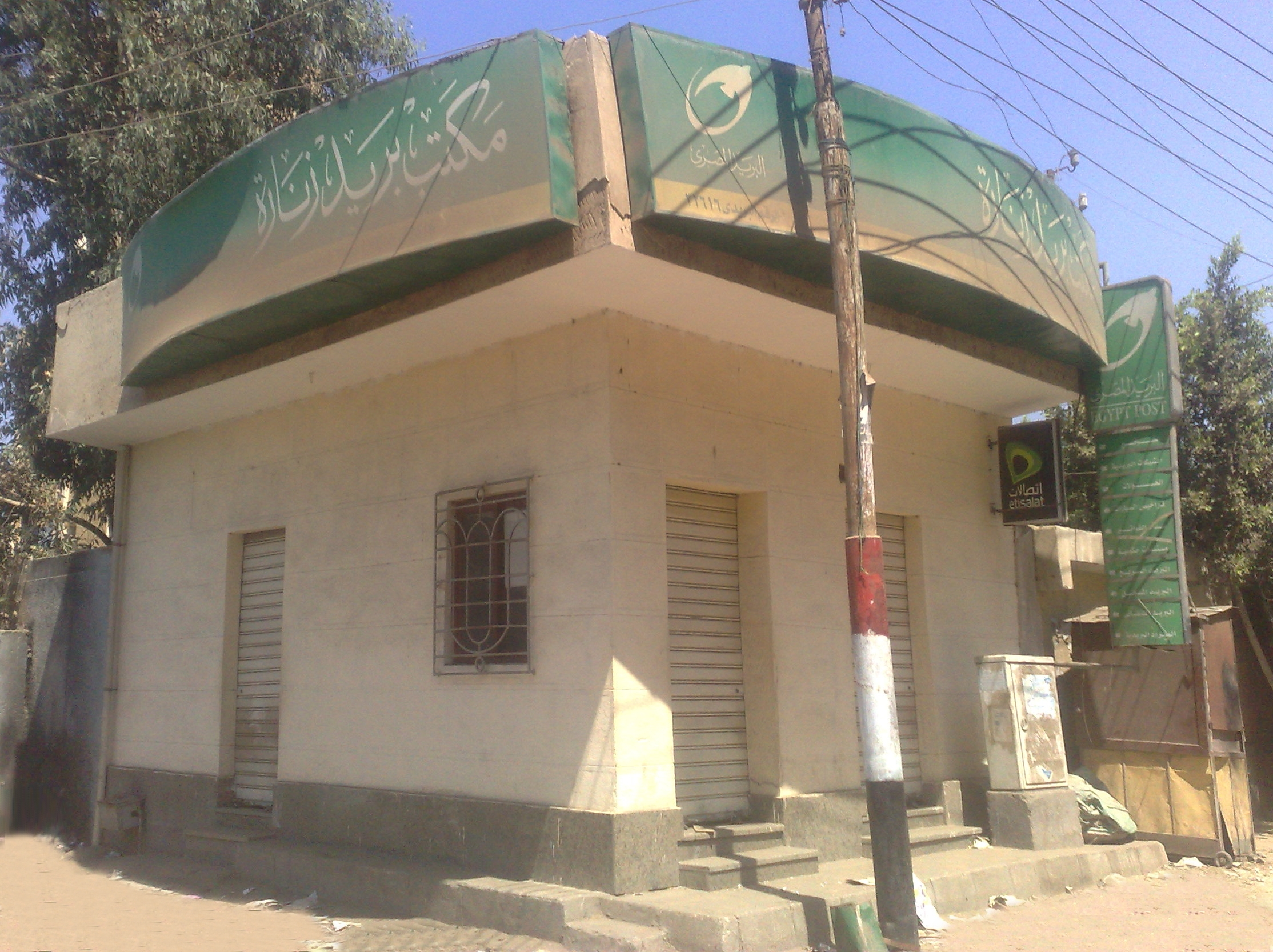
مكتب بريد زنارة.

بلغ عدد سكان زنارة 14,430 نسمة، منهم 7،319 رجل و7111 إمرأة، حسب الإحصاء الرسمي لعام 2006.